# 胡應徵
胡應徵（1609年5月22日—17世紀），字德陞，號芝山，北直隸順天府通州三河縣人，清朝地方官。

## 生平
胡應徵是順治二年（1645年）順天府鄉試舉人，順治三年（1646年）聯捷進士，先在大理寺觀政，後獲授羅田知縣，不久因戰亂辭官回鄉，以詩酒自娛，人們都為他可惜。

## 家族
曾祖胡欽；祖父胡忠，鑾儀衛冠帶將軍；父胡守一，廩生。

## 引用
1. 1 2  民國《三河縣志·卷十二·人物志上》：胡應徵，字德陞，號芝山，賦性聰異，日誦千言，登順治丙戌進士，授羅田令甫半載，值逆顯之變解組歸田，怡情詩酒，所行未盡所學，識者惜之。
2. 1 2  《順治三年丙戌科進士三代履歷》：胡應徵，曾祖欽；祖忠，鑾儀衛冠帶將軍；父守一，廩生。芝山，易三房，壬子七月十四日生，三河人，乙酉一百六十名，會試五十名，三甲一百二十四名，大理寺觀政，授湖廣羅田知縣。